# Katala
Katala (russisk: Катала) er en sovjetisk spillefilm fra 1989 af Sergej Bodrov og Aleksandr Buravskij.

## Medvirkende
- Valerij Garkalin som Aleksej Grekov
- Sergej Gazarov som Sjota
- Jelena Safonova som Anna
- Viktor Pavlov
- Ljudmila Gavrilova